# Tony Harrison (Boxer)
Tony Harrison (* 6. September 1990 in Detroit, Michigan) ist ein US-amerikanischer Profiboxer und ehemaliger WBC-Weltmeister im Halbmittelgewicht. 

## Amateurkarriere
Harrison gewann 75 von 87 Amateurkämpfen, war zweimaliger Meister von Michigan und gewann eine Bronzemedaille im Weltergewicht bei den National Golden Gloves 2011 in Indianapolis.

## Profikarriere
Harrison wechselte noch 2011 unter dem Trainer und Promoter Emanuel Steward in das Profilager und wurde nach dessen Tod 2012 von seinem Vater Ali Salaam trainiert, der 2020 verstarb.
Er blieb in 21 Kämpfen ungeschlagen und siegte dabei unter anderem gegen Grady Brewer, Bronco McKart und Tyrone Brunson, ehe er am 11. Juli 2015 nach einem Niederschlag durch TKO in Runde 9 gegen Willie Nelson unterlag, gegen den er bis zu diesem Zeitpunkt nach Punkten geführt hatte.
Durch folgende Siege gegen Cecil McCalla, Fernando Guerrero und Sergei Rabchenko wurde Harrison zum Pflichtherausforderer des IBF-Weltmeisters Jermall Charlo, der jedoch vor dem Kampf gegen Harrison in das Mittelgewicht aufstieg und dafür seinen Titel niederlegte. Harrison boxte daraufhin am 25. Februar 2017 um den vakanten IBF-Gürtel gegen Jarrett Hurd, verlor jedoch durch TKO in der neunten Runde.
Nach drei folgenden Siegen, im letzten davon gegen Ishe Smith, boxte er am 22. Dezember 2018 um den WBC-Weltmeistergürtel und besiegte dabei den ungeschlagenen Titelträger Jermell Charlo einstimmig nach Punkten. In seiner ersten Titelverteidigung, einem Rückkampf gegen Charlo, verlor er am 21. Dezember 2019 durch K. o. in der elften Runde.
Seinen nächsten Kampf bestritt er dann erst im April 2021 gegen Bryant Perrella und erreichte ein Unentschieden. Nach einer weiteren Kampfpause von zwölf Monaten kehrte er im April 2022 in den Ring zurück und siegte einstimmig gegen den Spanier Sergio Garcia.
Als Nächstes boxte er am 12. März 2023 gegen Tim Tszyu um die WBO-Interimsweltmeisterschaft im Halbmittelgewicht, wobei er durch TKO in Runde 9 unterlag.